# Вуманс
Вуманс (англ. Womance = woman, жінка + romance, романтика) — тісні, несексуальні стосунки між двома або більше жінками. Це винятково близькі, ніжні, гомосоціальні жіночі відносини, що перевищують звичайну дружбу, і відрізняються особливо високим рівнем емоційної близькості.
Поява термінів броманс та вуманс пов'язана зі змінами в сучасній поведінці людей. Хоча вуманс іноді вважається жіночим аналогом  бромансу,деякі дослідники вказують на суттєві відмінності в соціальному конструюванні цих понять  . Гаммарен  вбачав різницю між чоловічою та жіночою дружбою, наголошуючи на відмінностях у своїх соціальних функціях та сприйнятті, і  Вінч також зазначив, що вуманс та броманс мають різні соціальні передумови та відображають різні моделі міжособистісних відносин.

## У культурі

### Кіно
Приклади вуманс фільмів зустрічаються рідше, ніж  броманси.До цього жанру можна віднести такі фільми, як У її взутті  (2005), «Мама-мама» (2008), The Women (2008), «Війни наречених» (Bride Wars (2009), «Сестринство мандрівних штанів» (2005), «Десатанаккілі Караярілла» (1986) та «Подружки нареченої»Bridesmaids 2011). Ці фільми досліджували жіночу дружбу, її особливості та характерні тропи.Дослідниця Лебідка зазначає, що вуманс фільми відрізняються від попередніх стрічок про дружбу своїм фокусом на жіночій ідентичності як «підприємницькому само проєкті» . На відміну від бромансу, вуманс фільми демонструють інший рівень спільності: вони  звертають увагу   на споживанні, тяжкості, конкуренції між жінками, а також на питаннях жіночої солідарності, економічної безпеки та поведінки  наречених..
Австралійський фільм Джусі (2010) також був відзначений як жіноча комедія. Стрічку ].Френсіс Ха (2013) розглядали як дослідження жіночої дружби, зосередженої на стосунках двох головних героїв . 

### Телебачення
У серіалах 2010-х років з'явилося більше прикладів вуманс дружби, а також серіали «Лаверн і Ширлі» та «Мел і Сью». .. Раніше її також можна було побачити в таких шоу, як  «Лаверн і Ширлі»[2] та Мел і Сью.Одним із перших жіночих подкастів був комедійний дует із Брісбена, який розвивав цю тему в аудіоформаті.

### Інше
Вуманс використовувався для опису справжньої дружби між знаменитостями.  